# Nagroda Literacka Gdynia
Nagroda Literacka Gdynia – nagroda dla najlepszych książek wydanych w poprzednim roku, ustanowiona z inicjatywy Elżbiety Gwiazdowskiej (byłej dyrektor Miejskiej Biblioteki Publicznej) w kwietniu 2006 roku przez prezydenta Miasta Gdyni, Wojciecha Szczurka.
Ideą Nagrody Literackiej Gdynia jest uhonorowanie wyjątkowych osiągnięć żyjących, polskich twórców, co stanowić ma silny i jednocześnie trwały bodziec do jeszcze bardziej wzmożonej aktywności w obrębie szeroko pojętej literatury oraz sztuki. Do roku 2013 Nagroda przyznawana była w trzech kategoriach:
- proza,
- poezja,
- eseistyka.

W 2014 wprowadzono kolejną kategorię – przekład literacki na język polski.
Nagroda ma charakter ogólnopolski i jest przyznawana co roku. Jest to jedna z bardziej znaczących i prestiżowych polskich nagród literackich.

## Przebieg konkursu
Lista nominowanych książek ogłaszana jest w maju podczas konferencji prasowej na Międzynarodowych Targach Książki w Warszawie. Uroczysta Gala Finałowa odbywa się w Gdyni. Termin jest ruchomy, przez wiele lat był to czerwiec, jednak od 2018 roku ma ona miejsce w sierpniu. Laureaci otrzymują pamiątkowe statuetki (Kostki Literackie) oraz nagrodę pieniężną w wysokości 50 000 zł.

## Kapituła
Wybór zarówno nominowanych, jak i laureatów należy do Kapituły. W jej skład w poszczególnych latach wchodzili:
- 2006-2008: Piotr Śliwiński (przewodniczący), Marek Bieńczyk, Agata Bielik-Robson, Alina Brodzka-Wald, Jerzy Jarniewicz, Piotr Sommer, Małgorzata Łukasiewicz, Paweł Śpiewak
- 2009:  Piotr Śliwiński (przewodniczący), Marek Bieńczyk, Jerzy Jarniewicz, Małgorzata Łukasiewicz Agata Bielik-Robson, Zbigniew Kruszyński, Aleksander Nawarecki[13]
- 2010-2013: Piotr Śliwiński (przewodniczący), Agata Bielik-Robson, Marek Bieńczyk, Jerzy Jarniewicz, Zbigniew Kruszyński, Małgorzata Łukasiewicz, Aleksander Nawarecki[14][15]
- 2014: Małgorzata Łukasiewicz (przewodnicząca), Agata Bielik-Robson, Marek Bieńczyk, Jacek Gutorow, Jerzy Jarniewicz, Zbigniew Kruszyński, Aleksander Nawarecki[16][17][18]
- 2015-2018: Agata Bielik-Robson (przewodnicząca), Marek Bieńczyk, Jacek Gutorow, Jerzy Jarniewicz, Zbigniew Kruszyński, Aleksander Nawarecki
- 2019-2020: Agata Bielik-Robson (przewodnicząca), Jerzy Jarniewicz, Zbigniew Kruszyński, Małgorzata Łukasiewicz, Aleksander Nawarecki
- 2021: Jerzy Jarniewicz (przewodniczący), Adam Lipszyc, Eliza Kącka, Zbigniew Kruszyński, Tomasz Swoboda, Aleksander Nawarecki, Dorota Kozicka[19]
- 2022-2023: Jerzy Jarniewicz (przewodniczący), Adam Lipszyc, Eliza Kącka, Tomasz Swoboda, Aleksander Nawarecki, Dorota Kozicka, Barbara Klicka[20][21]
- 2024: Dorota Kozicka (przewodnicząca), Eliza Kącka, Barbara Klicka, Jakub Kornhauser, Adam Lipszyc, Aleksander Nawarecki, Tomasz Swoboda[22]
- 2025: Dorota Kozicka (przewodnicząca), Piotr Bogalecki, Adam Lipszyc, Eliza Kącka, Barbara Klicka, Jakub Kornhauser, Tomasz Swoboda

Od 2016 roku funkcję sekretarza pełni Natalia Gromow, wcześniej stanowisko to piastowała Violetta Trella (2008-2015) oraz Elżbieta Gwiazdowska (2006-2007).

## Laureaci poszczególnych edycji
| edycja | ogłoszenie wyników | proza                                                            | poezja                                                               | eseistyka                                                                    | przekład na język polski                                                    | Nagroda Osobna                                     |
| ------ | ------------------ | ---------------------------------------------------------------- | -------------------------------------------------------------------- | ---------------------------------------------------------------------------- | --------------------------------------------------------------------------- | -------------------------------------------------- |
| 1      | 7 grudnia 2006     | Lubiewo Michał Witkowski                                         | Dzieje rodzin polskich Eugeniusz Tkaczyszyn-Dycki                    | Zamiast Marek Zaleski                                                        |                                                                             |                                                    |
| 2      | 29 listopada 2007  | Traktat o łuskaniu fasoli Wiesław Myśliwski                      | Pełne morze Wojciech Bonowicz                                        | Projekt handlu kabardyńskimi końmi Krzysztof Środa                           |                                                                             | za cykl uwieńczony powieścią Skaza Magdalena Tulli |
| 3      | 14 czerwca 2008    | Ostatni zlot aniołów Marian Pankowski                            | Pensum Adam Wiedemann                                                | Twarz Tuwima Piotr Matywiecki                                                |                                                                             |                                                    |
| 4      | 13 czerwca 2009    | Jedenaście Marcin Świetlicki                                     | Piosenka o zależnościach i uzależnieniach Eugeniusz Tkaczyszyn-Dycki | Inne obrazy Maria Poprzęcka                                                  |                                                                             |                                                    |
| 5      | 19 czerwca 2010    | Taksim Andrzej Stasiuk                                           | Dwa fiaty Justyna Bargielska                                         | Ciała Sienkiewicza Ryszard Koziołek                                          |                                                                             | Wyspa klucz Małgorzata Szejnert                    |
| 6      | 18 czerwca 2011    | Obsoletki Justyna Bargielska                                     | Pogłos Ewa Lipska                                                    | Samobójstwo jako doświadczenie wyobraźni Stefan Chwin                        |                                                                             | Poems Andrzej Sosnowski                            |
| 7      | 30 czerwca 2012    | Włoskie szpilki Magdalena Tulli                                  | Rezydencja surykatek Marta Podgórnik                                 | Opis krainy Gog Marian Sworzeń                                               |                                                                             | Spotkanie z Ablem Mieczysław Porębski              |
| 8      | 22 czerwca 2013    | Ocalenie Atlantydy Zyta Oryszyn                                  | Sylwetki i cienie Andrzej Sosnowski                                  | Sprawiedliwość na końcu języka. Czytanie Waltera Benjamina Adam Lipszyc      |                                                                             | TR Jacek Łukasiewicz                               |
| 9      | 28 czerwca 2014    | Wiele demonów Jerzy Pilch                                        | Jeden Marcin Świetlicki                                              | Salki Wojciech Nowicki                                                       | Wdrapałem się na piedestał. Nowa poezja rosyjska (antologia) Jerzy Czech    |                                                    |
| 10     | 5 września 2015    | Zawsze jest dzisiaj Michał Cichy                                 | Wyrazy uznania Piotr Janicki                                         | Boski Bach Piotr Wierzbicki                                                  | Martwe dusze (autorstwa Nikołaja Gogola) Wiktor Dłuski                      |                                                    |
| 11     | 10 września 2016   | Skoruń Maciej Płaza                                              | Nice Barbara Klicka                                                  | Droga 816 Michał Książek                                                     | Rękopis znaleziony w Saragossie (autorstwa Jana Potockiego) Anna Wasilewska |                                                    |
| 12     | 2 września 2017    | Pieczeń dla Amfy Salcia Hałas                                    | Schrony Michał Sobol                                                 | Koło miejsca/Elementarz Krzysztof Siwczyk                                    | Szkoła uczuć (autorstwa Gustave’a Flauberta) Ryszard Engelking              |                                                    |
| 13     | 31 sierpnia 2018   | Mikrotyki Paweł Sołtys                                           | Pawilony Dominik Bielicki                                            | Rękopis znaleziony na ścianie Krzysztof Mrowcewicz                           | Chodzenie. Amras (autorstwa Thomasa Bernharda) Sława Lisiecka               |                                                    |
| 14     | 30 sierpnia 2019   | Krótka wymiana ognia Zyta Rudzka                                 | Sny uckermärkerów Małgorzata Lebda                                   | Wyroby. Pomysłowość wokół nas Olga Drenda                                    | Alfabet (autorstwa Inger Christensen) Bogusława Sochańska                   |                                                    |
| 15     | 28 sierpnia 2020   | Pustostany Dorota Kotas                                          | Bailout Tomasz Bąk                                                   | Patyki, badyle Urszula Zajączkowska                                          | Co robisz na naszej ulicy (autorstwa Charlesa Reznikoffa) Piotr Sommer      |                                                    |
| 16     | 27 sierpnia 2021   | Odmieńcza rewolucja. Performans na cudzej ziemi Joanna Krakowska | Karapaks Natalia Malek                                               | Pomarli Waldemar Bawołek                                                     | Opowiadania (autorstwa Katherine Mansfield) Magda Heydel                    |                                                    |
| 17     | 26 sierpnia 2022   | Myśliwice, Myśliwice Krzysztof Bartnicki                         | gift. z Podlasia Justyna Kulikowska                                  | Stanisław Lem. Wypędzony z wysokiego zamku. Biografia Agnieszka Gajewska     | Ulisses (autorstwa Jamesa Joyce’a) Maciej Świerkocki                        |                                                    |
| 18     | 25 sierpnia 2023   | Zaklinanie węży w gorące wieczory Małgorzata Żarów               | Mountain View Marcin Czerkasow                                       | Gdynia obiecana. Miasto, modernizm, modernizacja 1920–1939 Grzegorz Piątek   | Mój mały zwierzaku (autorstwa Marieke Lucasa Rijnevelda) Jerzy Koch         |                                                    |
| 19     | 30 sierpnia 2024   | Idzie tu wielki chłopak Grzegorz Bogdał                          | jest taki konik Wojciech Kopeć                                       | Neofuturzy i futuryści. Kryptohistorie polskiej awangardy Marta Baron-Milian | Drugie imię (autorstwa Jona Fossego) Iwona Zimnicka                         |                                                    |

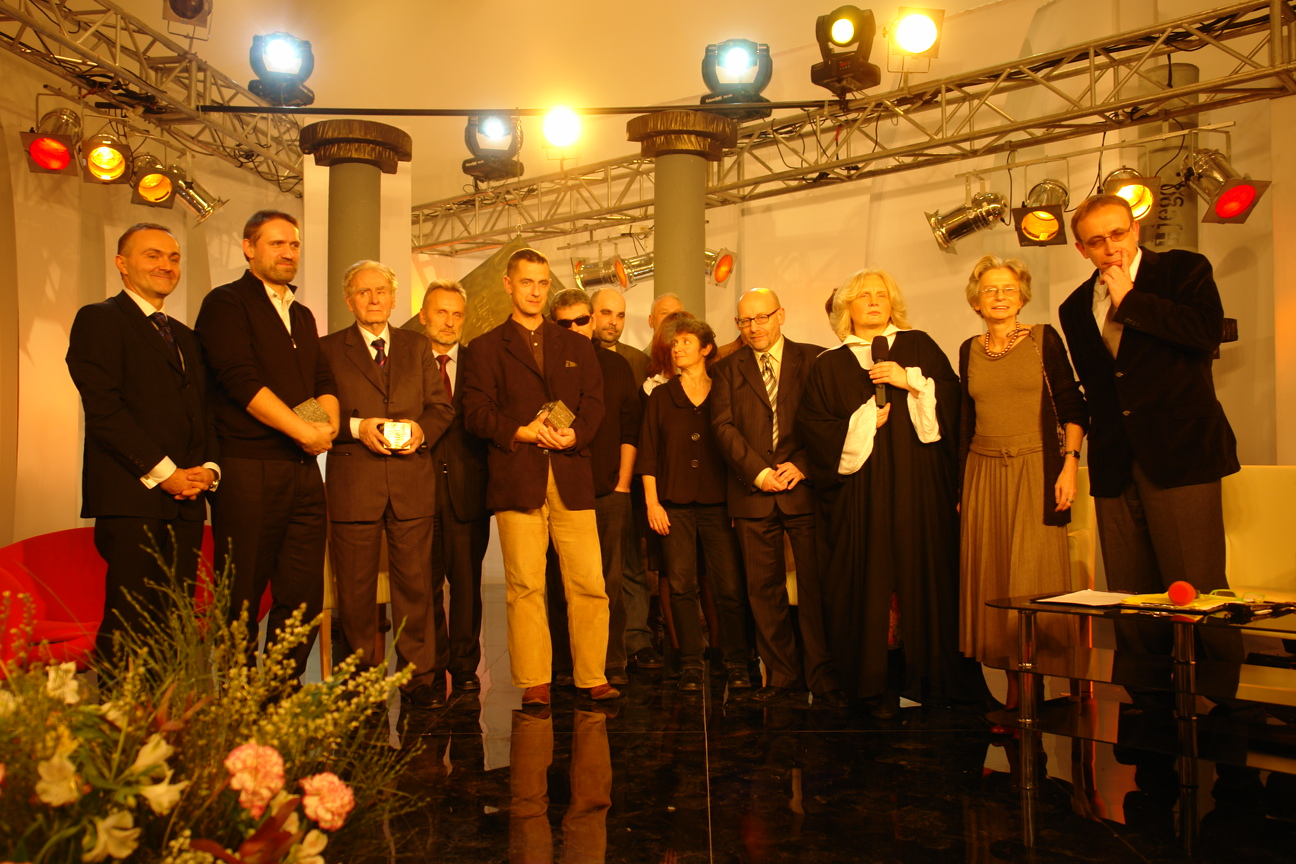
Uroczysta Gala Finałowa NLG 2007
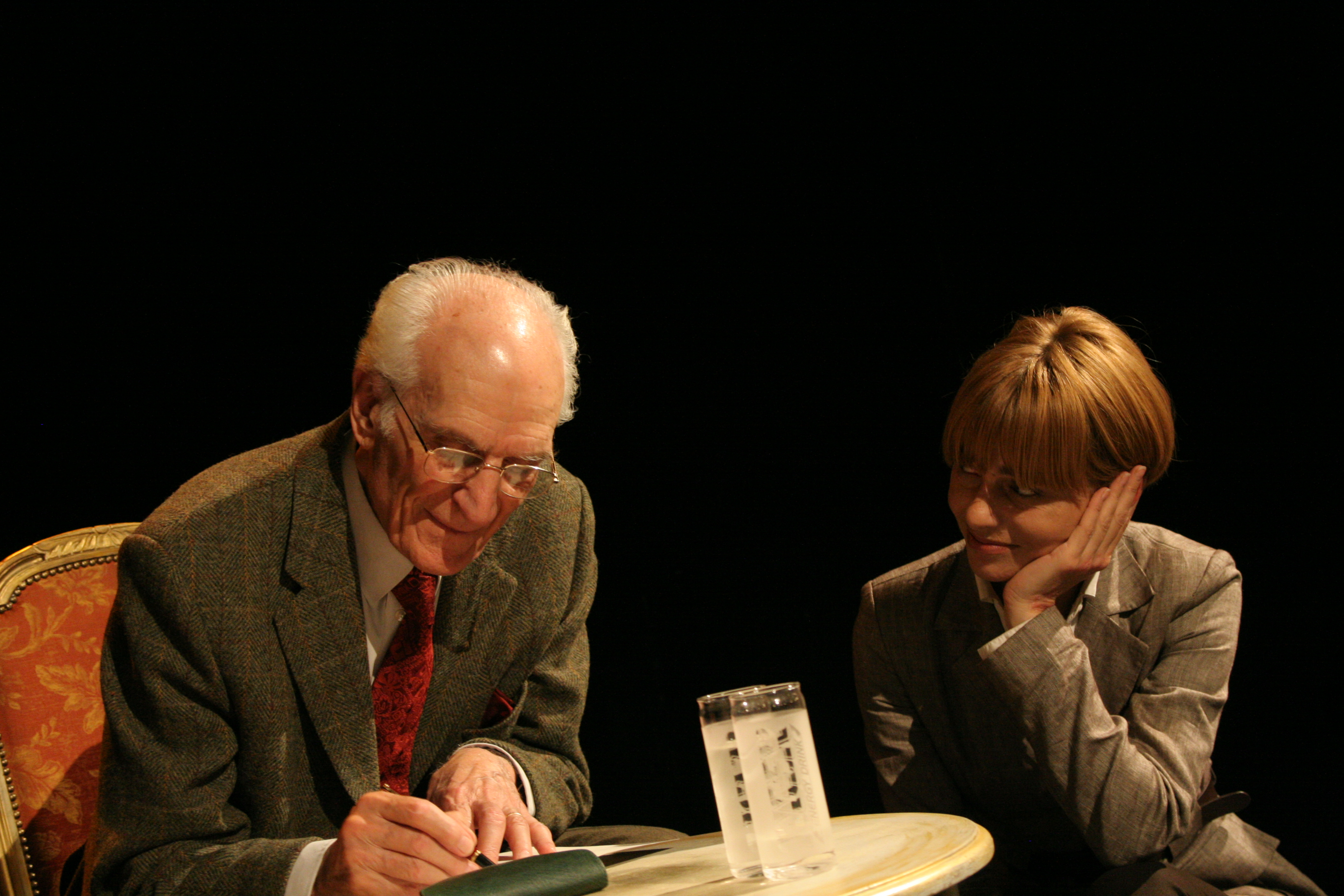
Marian Pankowski podczas Jesiennych Spotkań z Laureatami NLG 2008
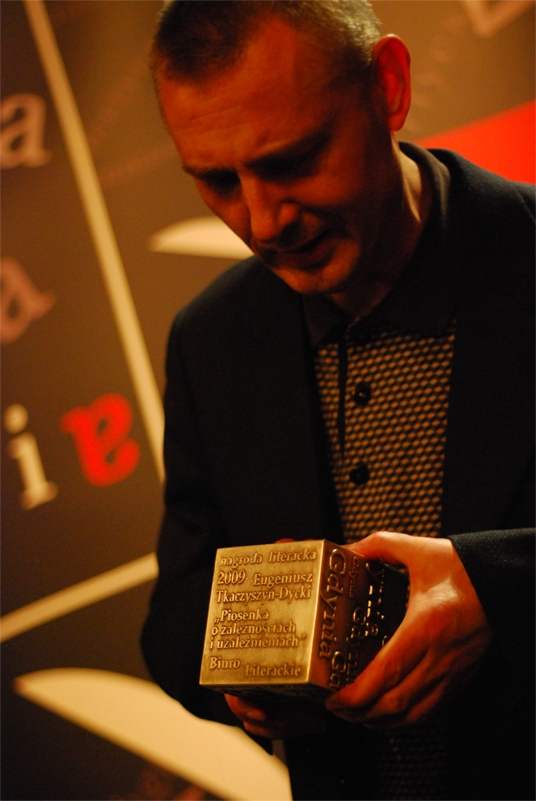
Eugeniusz Tkaczyszyn-Dycki, laureat NLG 2009 w kategorii poezja
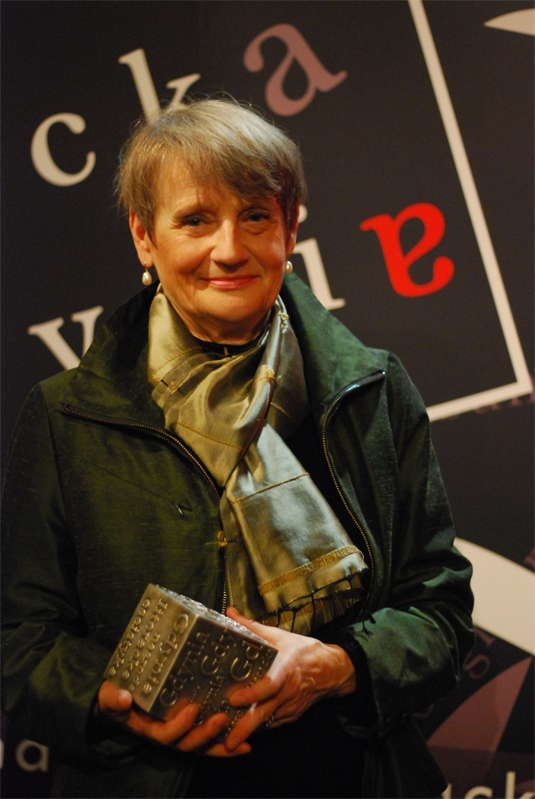
Maria Poprzęcka, laureatka NLG 2009 w kategorii eseistyka
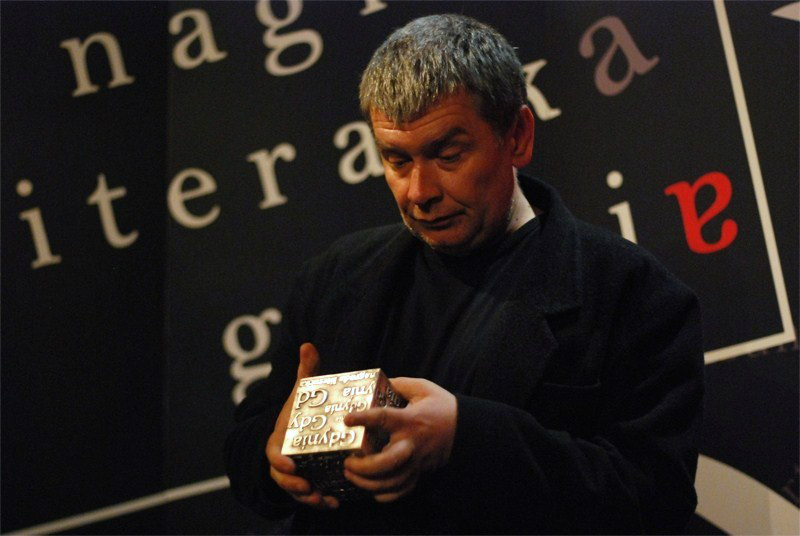
Marcin Świetlicki, laureat NLG 2009 w kategorii proza

W 2007 roku po raz pierwszy przyznano specjalną Nagrodę Osobną. Otrzymała ją Magdalena Tulli za Skazę. Od 2014 przyznawana jest nagroda w kategorii przekładu. Jako pierwszy otrzymał ją Jerzy Czech za antologię poezji szesnastu poetów rosyjskich Wdrapałem się na piedestał. Nowa poezja rosyjska, rok później uhonorowano Wiktora Dłuskiego za przekład Martwych dusze Gogola.

## Nominowani w poszczególnych edycjach
I edycja – 2006:
- proza: Darek Foks, Zbigniew Libera – Co robi łączniczka | Michał Witkowski – Lubiewo | Mieczysław Abramowicz – Każdy przyniósł, co miał najlepszego
- poezja: Andrzej Sosnowski – Gdzie koniec tęczy nie dotyka ziemi | Piotr Matywiecki – Ta chmura powraca | Eugeniusz Tkaczyszyn-Dycki – Dzieje rodzin polskich
- eseistyka: Cezary Wodziński – Trans, Dostojewski, Rosja, czyli o filozofowaniu siekierą | Marek Zaleski – Zamiast | Mariusz Wilk – Wołoka

II edycja – 2007:
- proza: Andrzej Bart – Don Juan raz jeszcze | Wiesław Myśliwski – Traktat o łuskaniu fasoli | Marian Pankowski – Bal wdów i wdowców | Magdalena Tulli – Skaza | Witold Wedecki – Czarne rondo
- poezja: Marek Krystian Emanuel Baczewski – Morze i inne morza | Wojciech Bonowicz – Pełne morze | Edward Pasewicz – Henry Berryman Pięśni | Tomasz Różycki – Kolonie | Marcin Świetlicki – Muzyka środka
- eseistyka: Joanna Orska – Liryczne narracje. Nowe tendencje w poezji polskiej 1989–2006 | Krzysztof Rutkowski – Ostatni pasaż | Krzysztof Środa – Projekt handlu kabardyńskimi końmi | Andrzej Żbikowski – U genezy Jedwabnego. Żydzi na Kresach Północno-Wschodnich II Rzeczypospolitej – wrzesień 1939 – lipiec 1941

III edycja – 2008:
- proza: Marian Pankowski – Ostatni zlot aniołów | Małgorzata Szejnert – Czarny ogród | Bronisław Świderski – Asystent śmierci, Anatol Ulman – Dzyndzylyndzy, czyli postmortuizm | Michał Witkowski – Barbara Radziwiłłówna z Jaworzna-Szczakowej
- poezja: Miłosz Biedrzycki – Sofostrofa i inne wiersze | Zbigniew Machej – Wiersze przeciwko opodatkowaniu poezji | Joanna Mueller – Zagniazdowniki | Adam Wiedemann – Pensum | Agnieszka Wolny-Hamkało – Spamy miłosne
- eseistyka: Andrzej Bieńkowski – Sprzedana muzyka | Piotr Matywiecki – Twarz Tuwima | Jarosław Marek Rymkiewicz – Wieszanie | Andrzej Sosnowski – Najryzykowniej | Marek Zaleski – Echa Idylli w literaturze polskiej doby nowoczesności i późnej nowoczesności

IV edycja – 2009:
- proza: Andrzej Bart – Fabryka muchołapek | Inga Iwasiów – Bambino | Jacek Podsiadło – Życie, a zwłaszcza śmierć Angeliki de Sance | Marcin Świetlicki – Jedenaście
- poezja: Jacek Gutorow – Inne tempo | Radosław Kobierski – Lacrimosa | Monika Mosiewicz – Cosinus salsa | Edward Pasewicz – Drobne! Drobne! | Eugeniusz Tkaczyszyn-Dycki – Piosenka o zależnościach i uzależnieniach
- eseistyka: Justyna Jaworska – Cywilizacja „Przekroju”. Misja obyczajowa w magazynie ilustrowanym | Maria Poprzęcka – Inne obrazy. Oko, widzenie, sztuka. Od Albertiego do Duchampa | Stanisław Rosiek – [nienapisane] | Andrzej Waśkiewicz – Obcy z wyboru. Studium filozofii aspołecznej | Cezary Wodziński – Logo nieśmiertelności. Przypisy Platona do Sokratesa

V edycja – 2010:
- proza: Wojciech Albiński – Achtung! Banditen! | Joanna Bator – Piaskowa Góra | Małgorzata Rejmer – Toksymia | Janusz Rudnicki – Śmierć czeskiego psa | Andrzej Stasiuk – Taksim
- poezja: Justyna Bargielska – Dwa fiaty | Szczepan Kopyt – Sale Sale Sale | Jakobe Mansztajn – Wiedeński high life | Piotr Matywiecki – Powietrze i czerń | Przemysław Owczarek – Cyklist
- eseistyka: Jacek Hugo-Bader – Biała gorączka | Ryszard Koziołek – Ciała Sienkiewicza | Jacek Leociak – Doświadczenia graniczne. Studia o dwudziestowiecznych formach reprezentacji | Adam Lipszyc – Ślad judaizmu w filozofii XX wieku | Anda Rottenberg – Proszę bardzo

VI edycja – 2011:
- proza: Justyna Bargielska – Obsoletki | Andrzej Kasperek – Back to DDR i inne opowiadania | Radosław Kobierski – Ziemia Nod, Kazimierz Kutz – Piąta strona świata | Michał Olszewski – Zapiski na biletach
- poezja: Ewa Lipska – Pogłos | Andrzej Niewiadomski – Tremo | Tomasz Różycki – Księga obrotów | Adam Wiedemann – Dywan | Maciej Woźniak – Ucieczka z Elei
- eseistyka: Stefan Chwin – Samobójstwo jako doświadczenie wyobraźni | Zbigniew Kadłubek – Święta Medea. W stronę komparystyki pozasłownej | Piotr Matywiecki – Dwa oddechy. Szkice o tożsamości żydowskiej i chrześcijańskiej | Jarosław Marek Rymkiewicz – Samuel Zborowski | Jan Tomkowski – Klasztor Maulbronn

VII edycja – 2012:
- proza: Magdalena Tulli – Włoskie szpilki | Andrzej Turczyński – Koncert muzyki dawnej | Anna Nasiłowska – Konik, szabelka | Szczepan Twardoch – Tak jest dobrze | Filip Zawada – Psy pociągowe
- poezja: Roman Honet – Piąte królestwo | Eda Ostrowska – Dojrzałość piersi i pieśni | Marcin Sendecki – Farsz | Edward Pasewicz – Pałacyk Bertolda Brechta | Marta Podgórnik – Rezydencja surykatek
- eseistyka: Adam Lipszyc – Rewizja procesu Józefiny K. i inne lektury od zera | Krystyna Czerni – Nietoperz w świątyni. Biografia Jerzego Nowosielskiego | Krzysztof Mrowcewicz – Małe folio | Marian Sworzeń – Opis krainy Gog | Filip Springer – Miedzianka. Historia znikania

VIII edycja – 2013:
- proza: Dariusz Foks – Kebab Meister | Jerzy Kędzierski – Opowieść mężczyzny, który zarabia śpiąc | Zyta Oryszyn – Ocalenie Atlantydy | Andrzej Stasiuk – Grochów | Szczepan Twardoch – Morfina
- poezja: Jerzy Kronhold – Epitafium dla Lucy | Andrzej Niewiadomski – Dzikie Lilie | Kacper Płusa – Ze skraju i ze światła | Andrzej Sosnowski – Sylwetki i cienie | Dariusz Suska – Duchy dni
- eseistyka: Adam Lipszyc – Sprawiedliwość na końcu języka. Czytanie Waltera Banjamina | Andrzej Niewiadomski – Mapa. Prolegomena | Jerzy Pilch – Dziennik | Małgorzata Szpakowska – Wiadomości Literackie prawie dla wszystkich | Krzysztof Środa – Podróże do Armenii i innych krajów z uwzględnieniem najbardziej interesujących obserwacji przyrodniczych

IX edycja – 2014:
- proza: Krzysztof Jaworski – Do szpiku kości. Ostatnia powieść awangardowa | Andrzej Muszyński – Miedza | Jerzy Pilch – Wiele demonów | Paweł Potoroczyn – Ludzka rzecz | Patrycja Pustkowiak – Nocne zwierzęta
- poezja: Darek Foks – Rozmowy z głuchym psem | Szczepan Kopyt – Kir | Joanna Roszak – Ladino | Michał Sobol – Pulsary | Marcin Świetlicki – Jeden
- eseistyka: Jan Balbierz – „A propos inferna”. Tradycje wynalezione i dyskursy nieczyste w kulturach modernizmu skandynawskiego | Ewa Graczyk – Od Żmichowskiej do Masłowskiej. O pisarstwie w nadwiślańskim kraju | Michał Książek – Jakuck. Słownik Miejsca | Wojciech Nowicki – Salki | Arkadiusz Żychliński – Wielkie nadzieje i dalsze rozważania
- przekład na język polski: Wawrzyniec Brzozowski – Pamiętniki króla Stanisława Augusta. Antologia (autor oryginału: Stanisław August Poniatowski) | Jerzy Czech – Wdrapałem się na piedestał. Nowa poezja rosyjska (antologia) | Ryszard Engelking i Tomasz Swoboda – Śnienie i życie (autor oryginału: Gérard de Nerval) | Grzegorz Franczak i Aleksandra Klęczar – Poezje wszystkie (autor oryginału: Katullus) | Ryszard Krynicki – Psalm i inne wiersze (autor oryginału: Paul Celan)

X edycja – 2015:
- proza: Waldemar Bawołek – To co obok | Michał Cichy – Zawsze jest dzisiaj | Grzegorz Franczak – Kobierki | Wioletta Grzegorzewska – Guguły | Filip Zawada – Pod słońce było
- poezja: Piotr Janicki – Wyrazy uznania | Natalia Malek – Szaber | Agnieszka Mirahina – Widmowy refren | Adam Pluszka – Zestaw do besztań | Dariusz Sośnicki – Spóźniony owoc radiofonizacji
- eseistyka: Jan Gondowicz – Duch opowieści | Andrzej Mencwel – Stanisław Brzozowski. Postawa krytyczna. Wiek XX | Paweł Piszczatowski – Znacze//nie wiersza. Apofazy Paula Celana | Robert Pucek – Pająki pana Roberta | Piotr Wierzbicki – Boski Bach
- przekład na język polski: Wiktor Dłuski – Martwe dusze (autor oryginału: Mikołaj Gogol) | Hanna Igalson-Tygielska – Psia trawka (autor oryginału: Raymond Queneau) | Piotr Kamiński – Opowieść zimowa (autor oryginału: William Shakespeare), Iwona Krupecka – Dysputa w Vallladolid (1550/1551) (autorzy oryginału: Bartolomé de Las Casas, Juan Ginés de Sepúlveda, Domingo de Soto) | Bogusława Sochańska – Dzienniki (autor oryginału: Hans Christian Andersen)

XI edycja – 2016:
- proza: Weronika Murek – Uprawa roślin południowych metodą Miczurina | Andrzej Muszyński – Pokrzywdzie | Łukasz Orbitowski – Inna dusza | Maciej Płaza – Skoruń | Dominika Słowik – Atlas: Doppelganger
- poezja: Kacper Bartczak – Wiersze organiczne | Maria Bigoszewska – Jeden pokój | Hanna Janczak – Lekki chłód | Barbara Klicka – Nice | Tadeusz Pióro – Powązki
- esej: Lidia Kośka – LEC. Autobiografia słowa | Michał Książek – Droga 816 | Renata Lis – W lodach Prowansji. Bunin na wygnaniu | Michał Paweł Markowski – Kiwka | Piotr Paziński – Rzeczywistość poprzecierana
- przekład na język polski: Jacek Giszczak – Zwierzenia jeżozwierza (autor oryginału: Alain Mabanckou) | Jolanta Kozak – Krótkie wywiady z paskudnymi ludźmi (autor oryginału: David Foster Wallace) | Robert Papieski – Lato w Baden (autor oryginału: Leonid Cypkin) | Agnieszka Pokojska – Młode skóry (autor oryginału: Colin Barrett) | Anna Wasilewska – Rękopis znaleziony w Saragossie (autor oryginału: Jan Potocki)

XII edycja – 2017:
- proza: Anna Cieplak – Ma być czysto | Salcia Hałas – Pieczeń dla Amfy | Joanna Lech – Sztuczki | Krzysztof Środa – Las nie uprzedza, Szczepan Twardoch – Król
- poezja: Anna Adamowicz – Wątpia, Cezary Domarus – cargo, fracht | Dawid Mateusz – Stacja wieży ciśnień | Michał Sobol – Schrony | Dariusz Suska – Ściszone nagle życie
- esej: Andrzej Kotliński – Tańce polskie. Suita historycznoliteracka | Stanisław Łubieński – Dwanaście srok za ogon | Łukasz Musiał – O bólu. Pięć rozważań w poszukiwaniu autora | Monika Muskała – Między Placem Bohaterów a Rechnitz. Austriackie rozliczenia | Krzysztof Siwczyk – Koło miejsca/Elementarz
- przekład na język polski: Jacek Stanisław Buras – Atlas lękliwego mężczyzny (autor oryginału: Christoph Ransmayr) | Ryszard Engelking – Szkoła uczuć (autor oryginału: Gustave Flaubert) | Krzysztof Majer – Depesze (autor oryginału: Michael Herr) | Hanna Igalson-Tygielska | Niedziela życia (autor oryginału: Raymond Queneau) | Ewa Zaleska – Oszust (autor oryginału: Javier Cercas)

XIII edycja – 2018
- proza: Waldemar Bawołek – Echo słońca | Grzegorz Bogdał – Floryda | Martyna Bunda – Nieczułość | Paweł Sołtys – Mikrotyki | Aleksandra Zielińska – Kijanki i kretowiska
- poezja: Dominik Bielicki – Pawilony | Agata Jabłońska – Raport wojenny | Jerzy Kronhold – Stance | Natalia Malek – Kord, Maciej Topolski – Na koniec idą
- esej: Dorota Masłowska – Jak przejąć kontrolę nad światem, nie wychodząc z domu | Krzysztof Mrowcewicz – Rękopis znaleziony na ścianie | Radosław Romaniuk – Inne życie. Biografia Jarosława Iwaszkiewicza t. II | Marian Sworzeń – Czarna ikona – Biełomor. Kanał Biełomorski – dzieje, ludzie, słowa | Marcin Wicha – Rzeczy, których nie wyrzuciłem
- przekład na język polski: Sława Lisiecka – Chodzenie. Amras (autor oryginału: Thomas Bernhard) | Adam Pomorski – Dół (autor oryginału: Andriej Płatonow) | Magdalena Pytlak – Wzniesienie (autor oryginału: Milen Ruskow) | Julia Różewicz – Macocha (autor oryginału: Petra Hulova) | Agata Wróbel – W ciemność (autor oryginału: Anna Bolavá)

XIV edycja – 2019
- proza: Dariusz Bitner – Fikcja | Olga Hund – Psy ras drobnych | Zyta Rudzka – Krótka wymiana ognia | Juliusz Strachota – Turysta polski w ZSRR | Adelajda Truścińska – Życie Adelki
- poezja: Tomasz Bąk – Utylizacja. Pęta miast | Adam Kaczanowski – Cele | Małgorzata Lebda – Sny uckermärkerów | Jan Rojewski – Ikonoklazm | Julia Szychowiak – Dni powszednie i święta
- esej: Tomasz Bocheński – Tango bez Edka. Eseje o literaturze współczesnej | Beata Chomątowska – Betonia. Dom dla każdego | Olga Drenda – Wyroby. Pomysłowość wokół nas | Rafał Księżyk – Wywracanie kultury. O dandysach, hipsterach i mutantach | Mikołaj Wiśniewski – Nowy Jork i okolice. O twórczości Jamesa Schuylera
- przekład na język polski: Filip Łobodziński – Tarantula (autor oryginału: Bob Dylan) | Magdalena Pytlak – Fizyka smutku (autor oryginału: Georgi Gospodinow) | Bogusława Sochańska – Alfabet (autorka oryginału: Inger Christensen) | Marcin Szuster – Ostępy nocy (autorka oryginału: Djuna Barnes) | Maciej Świerkocki – Tajny agent. Prosta historia (autor oryginału: Joseph Conrad)

XV edycja – 2020
- proza: Barbara Klicka – Zdrój | Dorota Kotas – Pustostany | Katarzyna Michalczak – Klub snów | Wojciech Nowicki – Cieśniny | Radek Rak – Baśń o wężowym sercu albo wtóre słowo o Jakóbie Szeli
- poezja: Tomasz Bąk – Bailout | Konrad Góra – Kalendarz majów | Monika Lubińska – nareszcie możemy się zjadać | Marcin Mokry – Świergot | Joanna Oparek – mocne skóry, białe płótna
- esej: Paweł Piotr Reszka – Płuczki. Poszukiwacze żydowskiego złota | Michał Milczarek – Donikąd | Agata Sikora – Wolność | równość, przemoc, Paweł Sitkiewicz – Gorączka filmowa | Urszula Zajączkowska – Patyki, badyle
- przekład na język polski: Wawrzyniec Brzozowski – W poszukiwaniu straconego czasu. W cieniu rozkwitających dziewcząt (autor oryginału: Marcel Proust) | Leszek Engelking – Księga pocałunków (autor oryginału: Jaroslav Seifert) | Grzegorz Franczak – Radość pocałunków (autor oryginału: Giuseppe Ungaretti) | Beata Kubiak Ho-Chi – Wyznanie maski (autor oryginału: Yukio Mishima) | Piotr Sommer – Co robisz na naszej ulicy (autor oryginału: Charles Reznikoff)

XVI edycja – 2021
- proza: Waldemar Bawołek – Pomarli | Dominika Horodecka – Wdech i wydech | Agnieszka Jelonek – Koniec świata, umyj okna | Elżbieta Łapczyńska – Bestiariusz nowohucki | Andrzej Muszyński – Bez. Ballada o Joannie i Władku z jurajskiej doliny
- poezja: Cezary Domarus – Trax | Ewa Jarocka – Cienie piszczących psów | Radosław Jurczak – Zakłady holenderskie | Justyna Kulikowska – Tab_s | Natalia Malek – Karapaks
- esej: Jakub Kornhauser – Premie górskie najwyższej kategorii | Joanna Krakowska – Odmieńcza rewolucja. Performans na cudzej ziemi | Rafał Księżyk – Dzika rzecz. Polska muzyka i transformacja 1989–1993 | Piotr Paziński – Atrapy stworzenia | Jakub Skurtys – Wspólny mianownik. Szkice o poezji i krytyce po 2010 roku
- przekład na język polski: Magda Heydel – Opowiadania (autor oryginału: Katherine Mansfield) | Zbigniew Machej – Pojęcia podstawowe (autor oryginału: Petr Král) | Agnieszka Rembiałkowska – Maranta (autor oryginału: Birutė Jonuškaitė) | Michał Tabaczyński – Anatomia melancholii (autor oryginału: Robert Burton) | Kinga Siewior, Jakub Kornhauser – Świnia jest najlepszym pływakiem (autor oryginału: Miroljub Todorović)

XVII edycja – 2022
- proza: Krzysztof Bartnicki – Myśliwice, Mysliwice | Ewa Jarocka – Skończyło się na całowaniu | Mateusz Pakuła – Jak nie zabiłem swojego ojca i jak bardzo tego żałuję | Edward Pasewicz – Pulverkopf | Krzysztof Pietrala – Story Jones
- poezja: Szymon Bira – 1,1 | Urszula Honek – Zimowanie | Emilia Konwerska – 112 | Patryk Kosenda – Największy na świecie drewniany coaster | Justyna Kulikowska – gift. z Podlasia
- esej: Marcin Dymiter – Notatki z terenu | Agnieszka Gajewska – Stanisław Lem. Wypędzony z Wysokiego Zamku. Biografia | Andrzej Kopacki – 21 wierszy w przekładach i szkicach | Tomasz Szerszeń – Wszystkie wojny świata | Jerzy Szperkowicz – Wrócę przed nocą. Reportaż o przemilczanym
- przekład na język polski: Jerzy Koch – Niepokój przychodzi o zmierzchu (autor/autorka oryginału: Marieke Lucas Rijneveld) | Maciej ŚwierkockiUlisses (autor oryginału: James Joyce) | Karolina Wilamowska – Kurator (autor oryginału: György Konrád) | Jarosław Zawadzki – Opowieści kantenberyjskie (autor oryginału: Geoffrey Chaucer) | Iwona Zimnicka – Trylogia kopenhaska (autorka oryginału: Tove Ditlevsen)

XVIII edycja – 2023
- proza: Wiktoria Bieżuńska – Przechodząc przez próg, zagwiżdżę | Mateusz Górniak – Trash story | Agnieszka Jelonek – Trzeba być cicho | Zyta Rudzka – Ten się śmieje, kto ma zęby | Małgorzata Żarów – Zaklinanie węży w gorące wieczory
- poezja: Marcin Czerkasow – Mountain View | Anouk Herman – right into pod tramwaj | Joanna Oparek – Małe powinności | Piotr Przybyła – analfabeta | Adam Wiedemann – Odżywki i suplementy
- esej: Anna R. Burzyńska – Atlas anatomiczny Georga Büchnera | Konrad Niemira – Bazgracz. Trzy eseje o Norblinie | Grzegorz Piątek – Gdynia obiecana. Miasto, modernizm, modernizacja 1920–1939 | Piotr Sadzik – Regiony pojedynczych herezji | Jarek Szubrycht – Skóra i ćwieki na wieki. Moja historia metalu
- przekład na język polski: Kaja Gucio – Chronologia wody (autorka oryginału: Lidia Yuknavitch) | Jan Maria Kłoczowski – Stanisław August Poniatowski i Europa wieku świateł. Tom I, II (autor oryginału: Jean Fabre) | Jerzy Koch – Mój mały zwierzaku (autor oryginału: Marieke Lucas Rijneveld) | René Koelblen i Stanisław Waszak – Zniknięcia (autor oryginału: Georges Perec) | Krzysztof Majer – Kochanka Wittgensteina (autor oryginału: David Markson)

XIX edycja – 2024
- proza: Grzegorz Bogdał – Idzie tu wielki chłopak | Mateusz Górniak – Dwie powieści ruchu | Katarzyna Groniec – Kundle | Inga Iwasiów – Późne życie | Maciej Sieńczyk – Spotkanie po latach
- poezja: Emilia Konwerska – Ostatni i pierwszy kajman | Wojciech Kopeć – jest taki konik | Joanna Łępicka – Zeszyt ćwiczeń | Julia Tkacz – Algorytmy nastawione na lokalne wypadki | Mateusz Żaboklicki – Letnisko
- esej: Marta Baron-Milian – Neofuturzy i futuryści. Kryptohistorie polskiej awangardy | Marcin Dymiter – Maszyny do ciszy | Zuzanna Fruba – Czmych, czyli na tropach figuranta | Weronika Murek – Dziewczynki. Kilka esejów o stawaniu się | Magda Szcześniak – Poruszeni. Awans i emocje w socjalistycznej Polsce
- przekład na język polski: Mateusz Kwaterko – Kaprysy i zygzaki (autor oryginału: Théophile Gautier) | Maciej Piotrowski – Podróż uczonego doktora Leonarda i jego przyszłej kochanki, przepięknej Alcesty, do Szwajcarii Słobodzkiej (autor oryginału: Mike Johannsen) | Piotr Tarczyński – Światłość w sierpniu (autor oryginału: William Faulkner) | Iwona Zimnicka – Drugie imię (autor oryginału: Jon Fosse) | Arkadiusz Żychliński – Hałastra (autorka oryginału: Monika Helfer)

XX edycja – 2025
- proza: Andrzej Dybczak – Las duchów | Agnieszka Jelonek – West Farragut Avenue | Elżbieta Łapczyńska – Mowa chleba | Izabela Tadra – Hotel ZNP | Michał Trusewicz – Plemię
- poezja: Anouk Herman – Silesian Gothic | Agata Puwalska – Otwarte światy | Krzysztof Siwczyk – Na przecięciu arteri | Przemysław Suchanecki – Łucznik | Mateusz Żaboklicki – Garadobedaro
- esej: Agnieszka Berlińska – Szajna, Szajnisko. Portret zakulisowy | Weronika Kostyrko – Róża Luksemburg. Domem moim jest cały świat | Kora Tea Kowalska – Patrz pod nogi. O zbieraniu rzeczy | Maciej Pisuk – Staniemy się tacy jak on. Głosy z przeklętej ulicy | Joanna Wilengowska – Król Warmii i Saturna
- przekład na język polski: Marcin Gaczkowski – Miasto (autor oryginału: Walerian Pidmohylny) | Barbara Jaroszuk – Pasierb (autor oryginału: Juan José Saer) | Agnieszka Kowaluk – Dane odosobowe (autor oryginału: Elfriede Jelinek) | Magdalena Nowakowska – Kos kos jeżyna (autor oryginału: Tamta Melaszwili) | Aga Zano – Johnny Panika i Biblia Snów oraz inne opowiadania (autor oryginału: Sylvia Plath)

## Imprezy towarzyszące

### „Literaturomanie” – Dni Nagrody Literackiej Gdynia
„Literaturomanie” – Dni Nagrody Literackiej Gdynia to festiwal, który odbywa się od 2008 roku.
„Literaturomanie” to spotkania publiczności ze współczesnymi pisarzami różnych gatunków literatury (poezja, proza, esej oraz publicystyka i reportaż). Zaproszeni goście dyskutują między sobą oraz z publicznością na aktualne tematy. O poziom merytoryczny rozmów dbają prowadzący – krytycy i dziennikarze kulturalni z mediów, które patronują Nagrodzie Literackiej Gdynia.

#### Edycje festiwalu

##### 2008
W ramach „Literaturomanii” 2008 odbyły się m.in.:
- Autor. Autor! – spotkania autorskie z pisarzami (gośćmi byli: Wiesław Myśliwski, Eustachy Rylski, Leszek Szaruga, Jacek Żakowski);
- Bookcrossing oraz Akcja wymiany książek;
- Debaty Literackie „Gdyni” – spotkania z autorami nominowanymi do Nagrody Literackiej Gdynia. W ramach wydarzenia czytane są fragmenty nominowanych książek przez poszczególnych autorów;
- Gdyńska Nagroda Dramaturgiczna – prezentacja fragmentu zwycięskiego dramatu, wyróżnionego Gdyńską Nagrodą Dramaturgiczną oraz rozmowa z jego autorem;
- Koncert muzyczny – grupa Świetliki;
- Otwarty Turniej Jednego Wiersza – połączenie poezji oraz performance’u, podczas którego zgłoszeni uczestnicy prezentują swoją twórczość, a jury złożone z gości festiwalu ocenia twórczość i wskazuje zwycięzców, których wiersze zostają opublikowane w Dodatku Literackim NLG;
- Pokaz specjalny filmu – oraz spotkanie z twórcami („Jegomość Tischner i jego filozofia po góralsku”, twórcy: Witold Bereś, Artur Więcek);
- Targi Antykwaryczne – kiermasz, który skupia w jednym miejscu trójmiejskich antykwariuszy i ich najlepsze zbiory;
- Vademecum Nagrody Literackiej Gdynia – stoisko księgarniane, przy którym można nabywać książki autorstwa wszystkich gości festiwalu oraz poprosić ich o dedykacje i autografy;
- Warsztaty poetyckie – bezpłatne zajęcia dla wybranych z wcześniejszych zgłoszeń 10–15 osób, prowadzone przez jednego z laureatów poprzednich edycji Nagrody Literackiej Gdynia (w 2008 roku był to Wojciech Bonowicz).

Ponadto w ramach festiwalu odbyły się rozmowy z gośćmi: Stefanem Chwinem, Piotrem Kłoczowskim, Stanisławem Rośkiem, Krzysztofem Środą oraz Jackiem Żakowskim.

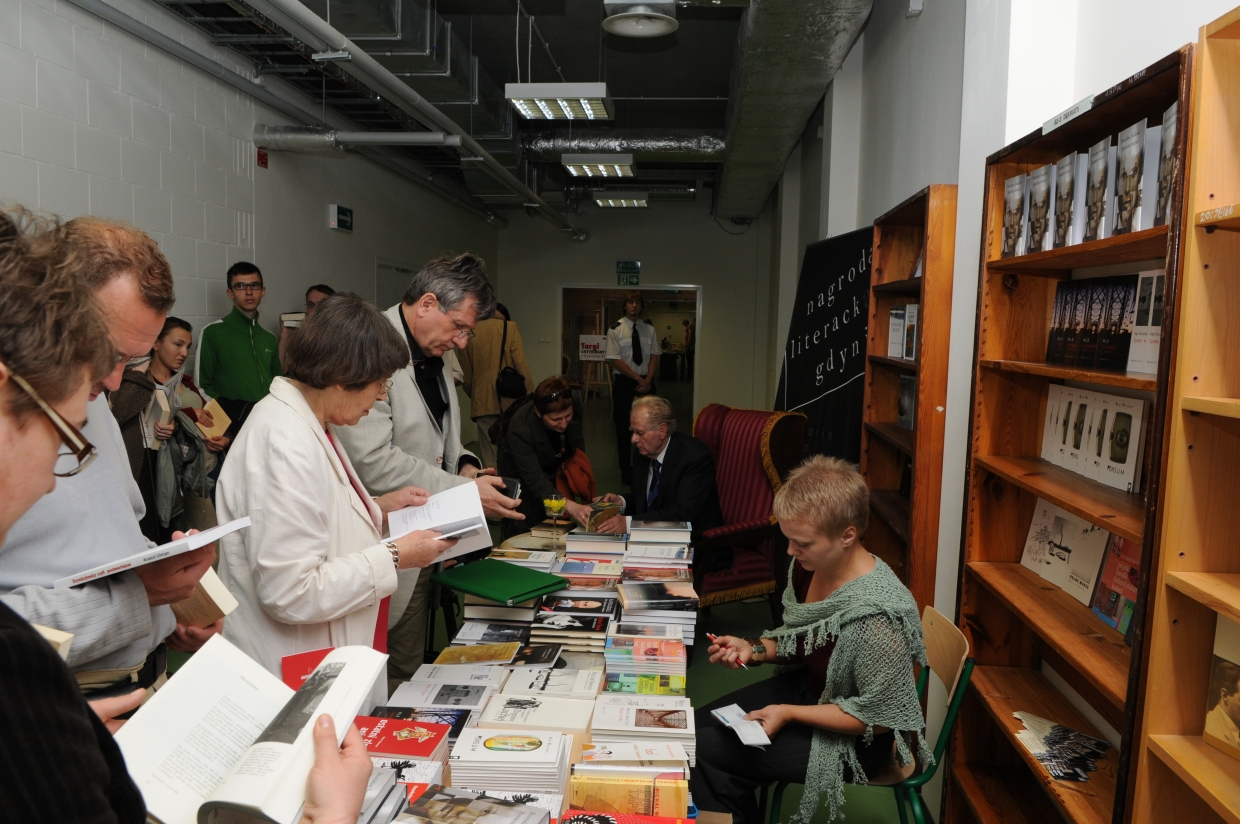
Vademecum NLG – w tle Wiesław Myśliwski podpisujący swoje książki
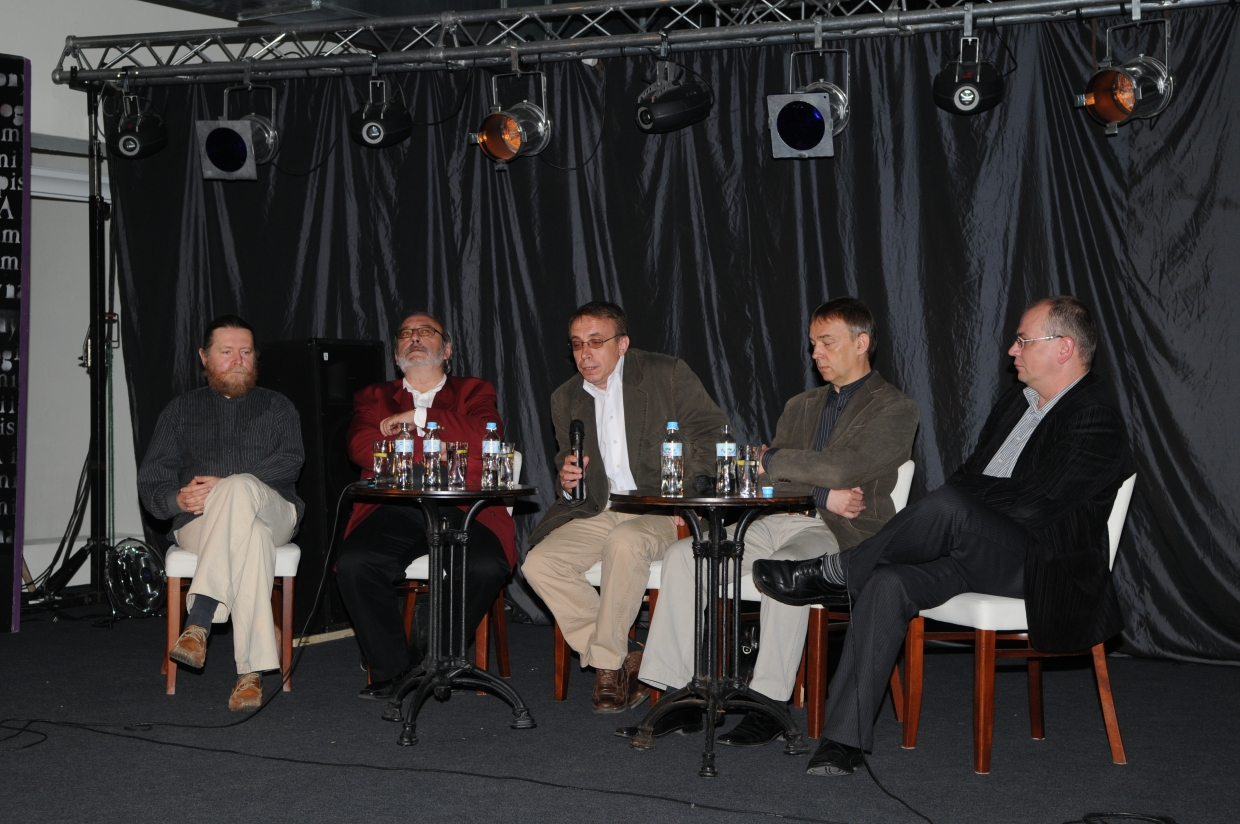
Debata członków Kapituł najważniejszych polskich nagród literackich
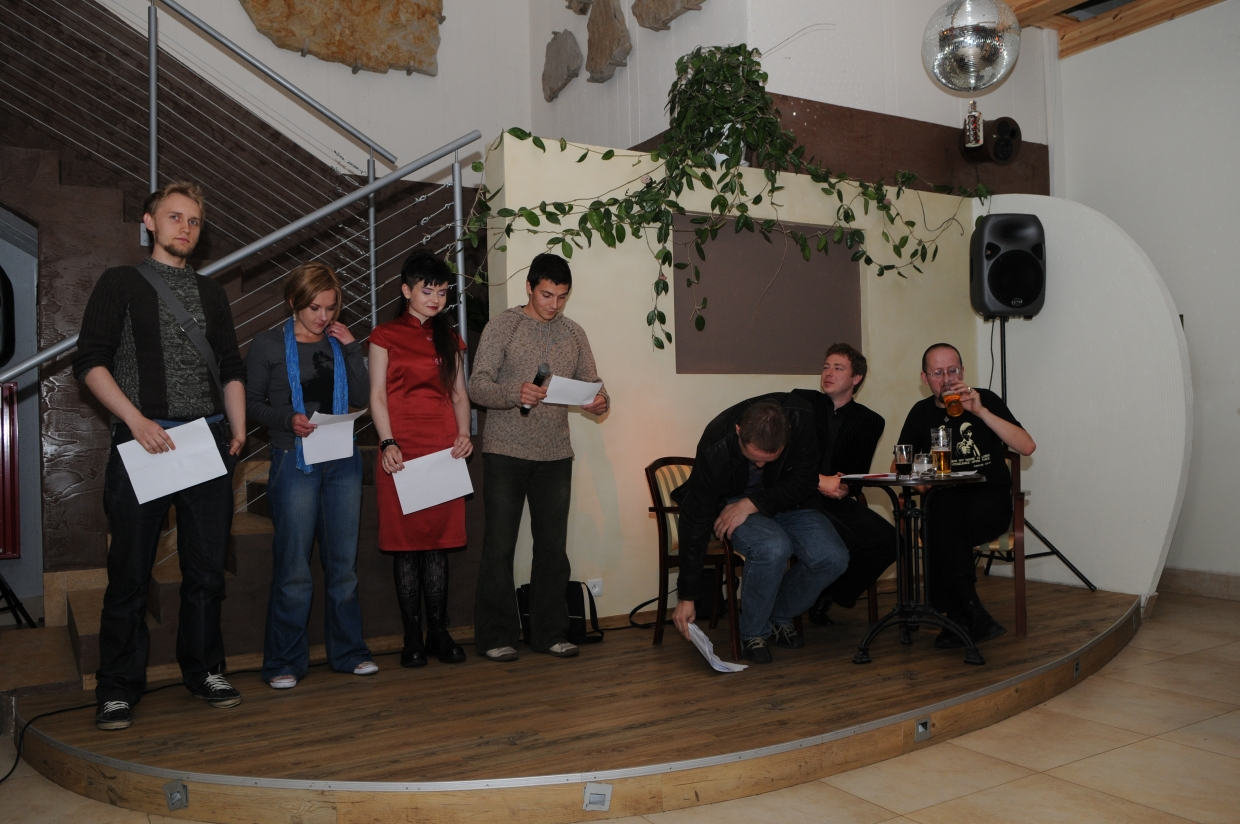
I Otwarty Turniej Jednego wiersza; wyróżnieni od lewej: Mariusz Więcek, Anna Wieser, Joanna Herman, Patryk Dziczek
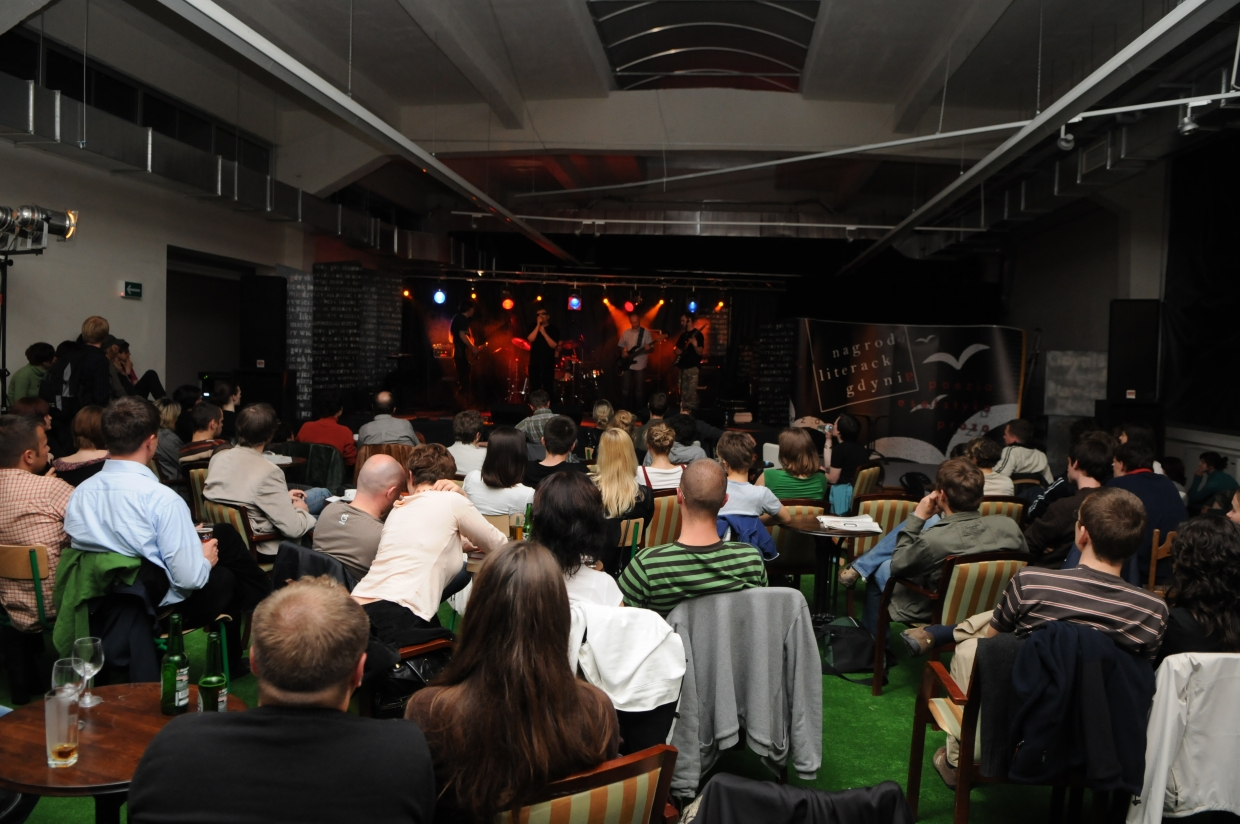
Koncert Świetlików podczas „Literaturomanii”

##### 2009
W programie „Literaturomanii” 2009, które odbyły się 12–13 czerwca 2009 r. w Teatrze Miejskim im. Witolda Gombrowicza w Gdyni, znalazły się:
- Akcja wymiany książek;
- Autor. Autor! – spotkania autorskie z pisarzami: Hanną Krall, które poprowadzili Paweł Huelle oraz Janusz Głowacki, prowadzący – Remigiusz Grzela;
- Debaty Literackie „Gdyni” – spotkania z autorami nominowanymi do Nagrody Literackiej Gdynia prowadzone przez krytyków literackich i dziennikarzy: poezja – Michał Chaciński (TVP Kultura), proza – Andrzej Franaszek (Tygodnik Powszechny), esej – Łukasz Rudziński (portal trojmiasto.pl);
- Dwie dekady polskiej literatury – debata o literaturze polskiej po 1989 roku, z udziałem Przemysława Czaplińskiego, Ewy Graczyk, Leszka Szarugi, Adama Wiedemanna oraz Marka Zaleskiego. Spotkanie poprowadził Dariusz Bugalski;
- Gdynia zaczytana – wystawa prac konkursu fotograficznego o tym samym tytule (laureatami zostali: Kamila Gołębiewska, Łukasz Sławiński oraz Wawrzyniec Lenart);
- Mumio – występ oraz spotkanie z członkami Mumio;
- Otwarty Turniej Jednego Wiersza – trzecia edycja konkursu łączącego poezję oraz performance; jury w składzie: Leszek Szaruga, Anna Sobecka oraz Wojciech Boros oceniło twórczość i wskazało zwycięzców;
- Vademecum Nagrody Literackiej Gdynia – stoisko księgarniane, przy którym można było nabyć książki autorstwa wszystkich gości festiwalu oraz poprosić ich o dedykacje i autografy;
- Warsztaty prozatorskie – bezpłatne, dwudniowe zajęcia dla wybranych z wcześniejszych zgłoszeń 10 osób, poprowadzone przez Leszka Szarugę.

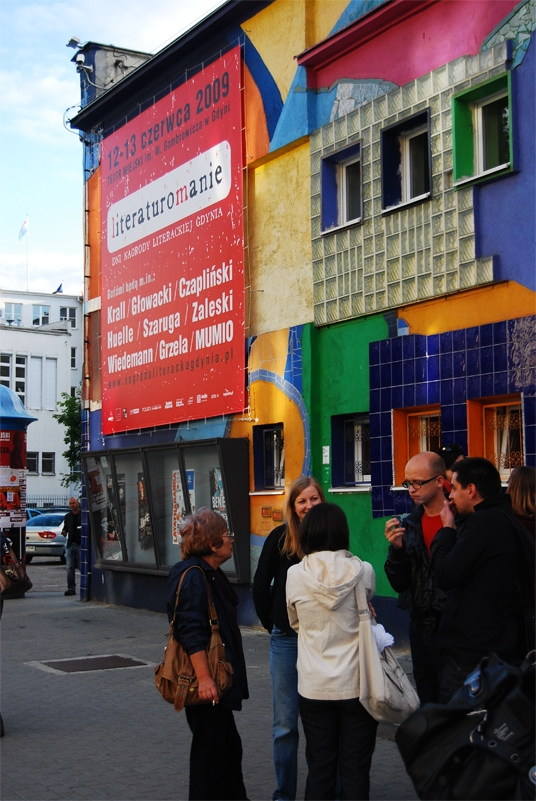
Literaturomanie 2009 w Teatrze Miejskim w Gdyni im. Witolda Gombrowicza
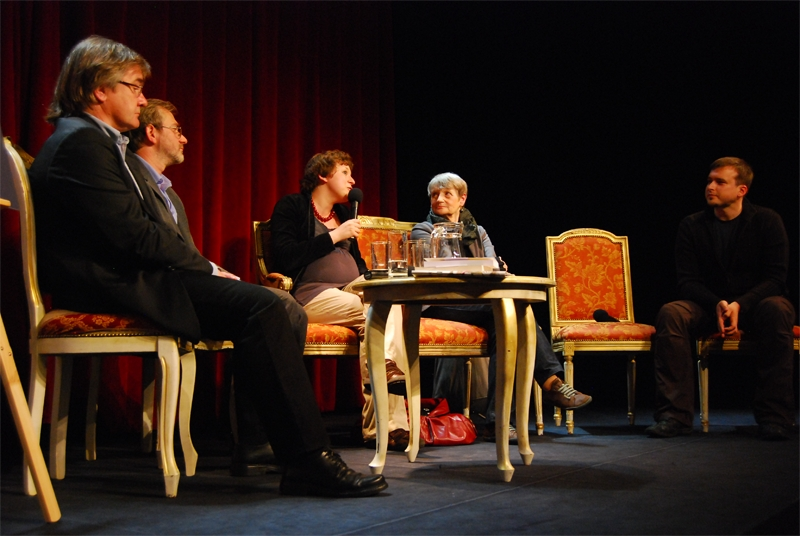
Debata „Gdyni” z nominowanymi do NLG 2009 w kategorii eseistyka
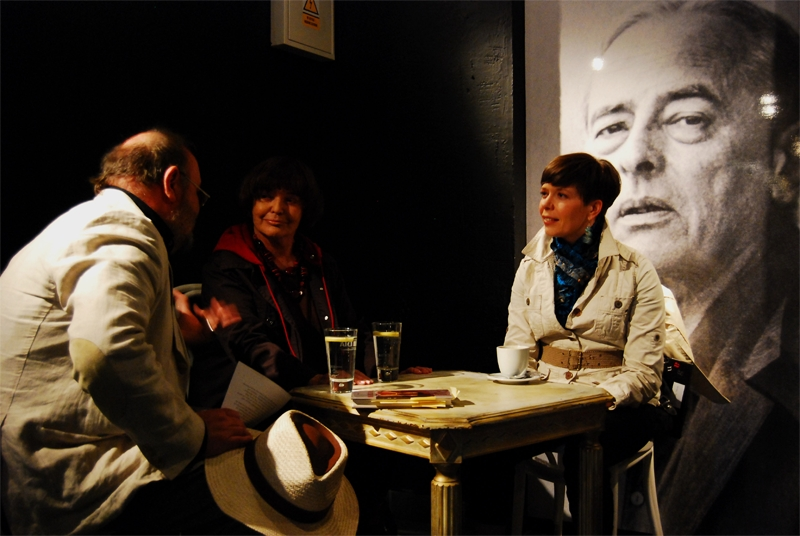
Hanna Krall, Paweł Huelle oraz Dorota Nowak (Świat Książki)
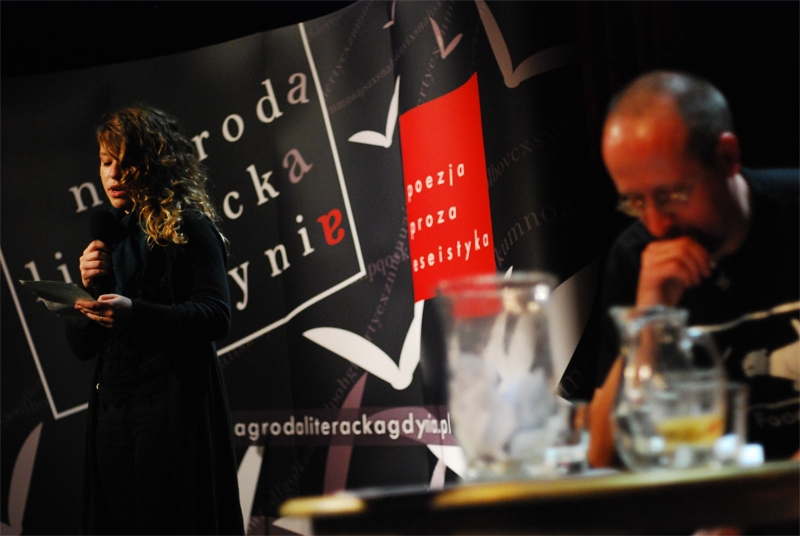
Otwarty Turniej Jednego Wiersza
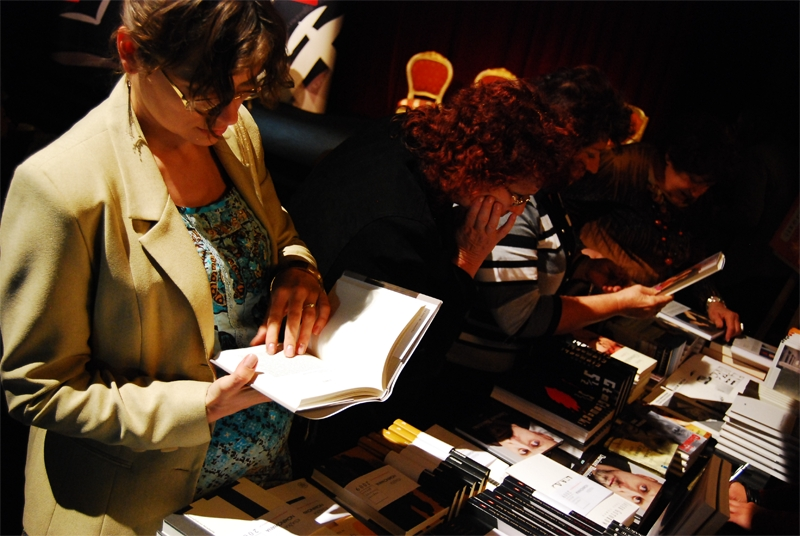
Literaturomanie 2009
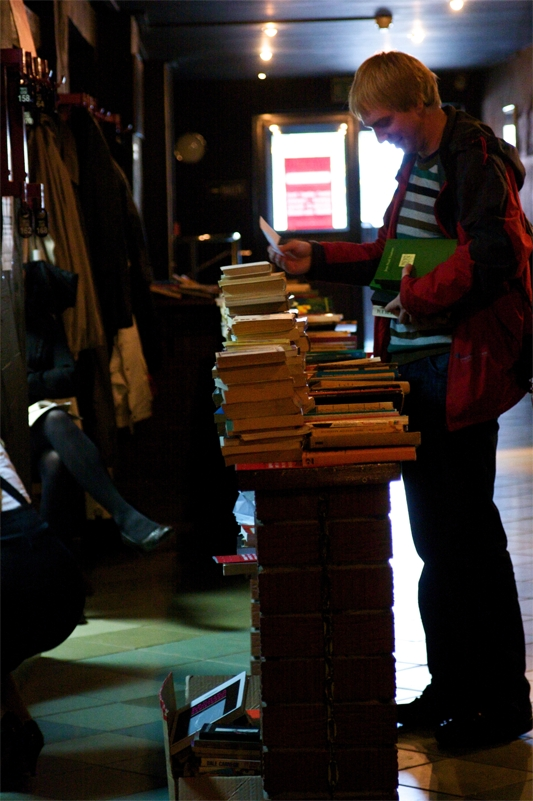
Wymiana Książki
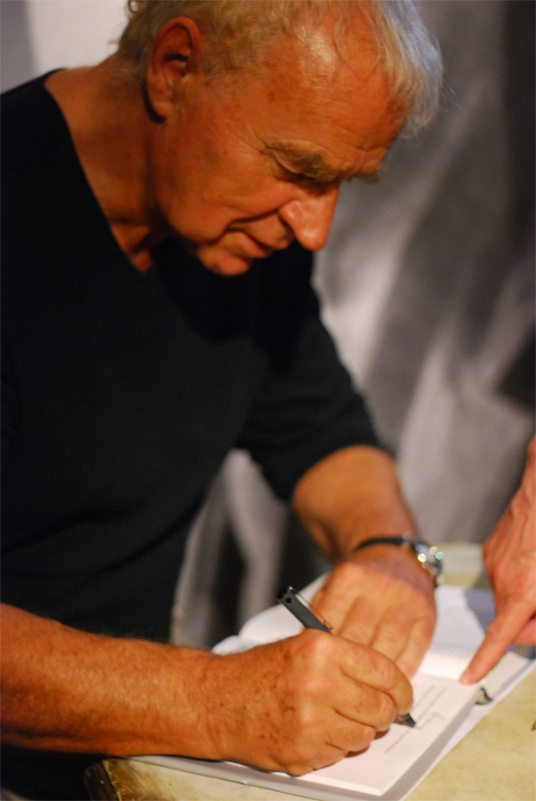
Janusz Głowacki podczas podpisywania książek
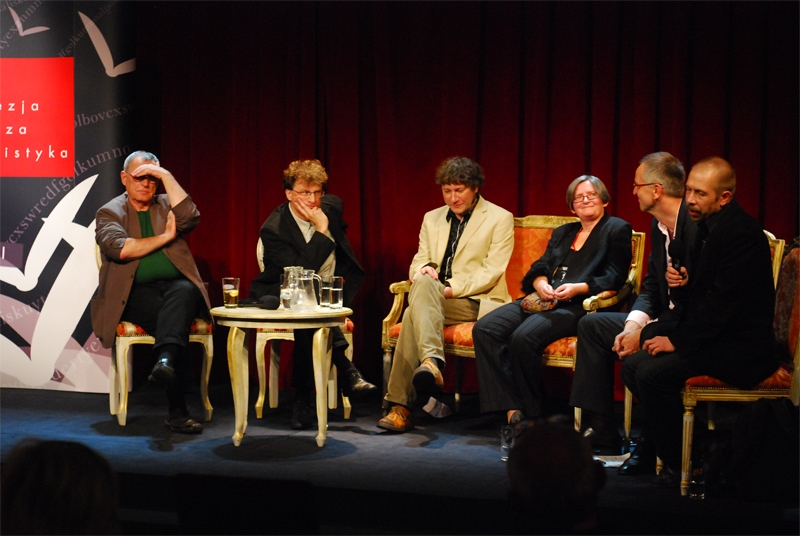
Debata pt. „Dwie dekady polskiej literatury”.

### Jesienne Spotkania z Laureatami Nagrody Literackiej Gdynia
Jesienne Spotkania to wydarzenie odbywające się na przełomie października i listopada, umożliwiające spotkanie miłośników kultury i sztuki z laureatami Nagrody Literackiej Gdynia. Można na nich uczestniczyć w swobodnych rozmowach o literaturze oraz posłuchać interpretacji tekstów laureatów.

#### Spotkania 2008
| rok  | data         | goście                                                                             |
| ---- | ------------ | ---------------------------------------------------------------------------------- |
| 2008 | 12 listopada | Adam Wiedemann (spotkanie oraz II Otwarty Turniej Jednego Wiersza)                 |
|      | 13 listopada | Piotr Matywiecki (spotkanie oraz interpretacje w wykonaniu Jerzego Radziwiłowicza) |
|      | 14 listopada | Marian Pankowski (spotkanie oraz interpretacje w wykonaniu Krzysztofa Majchrzaka)  |

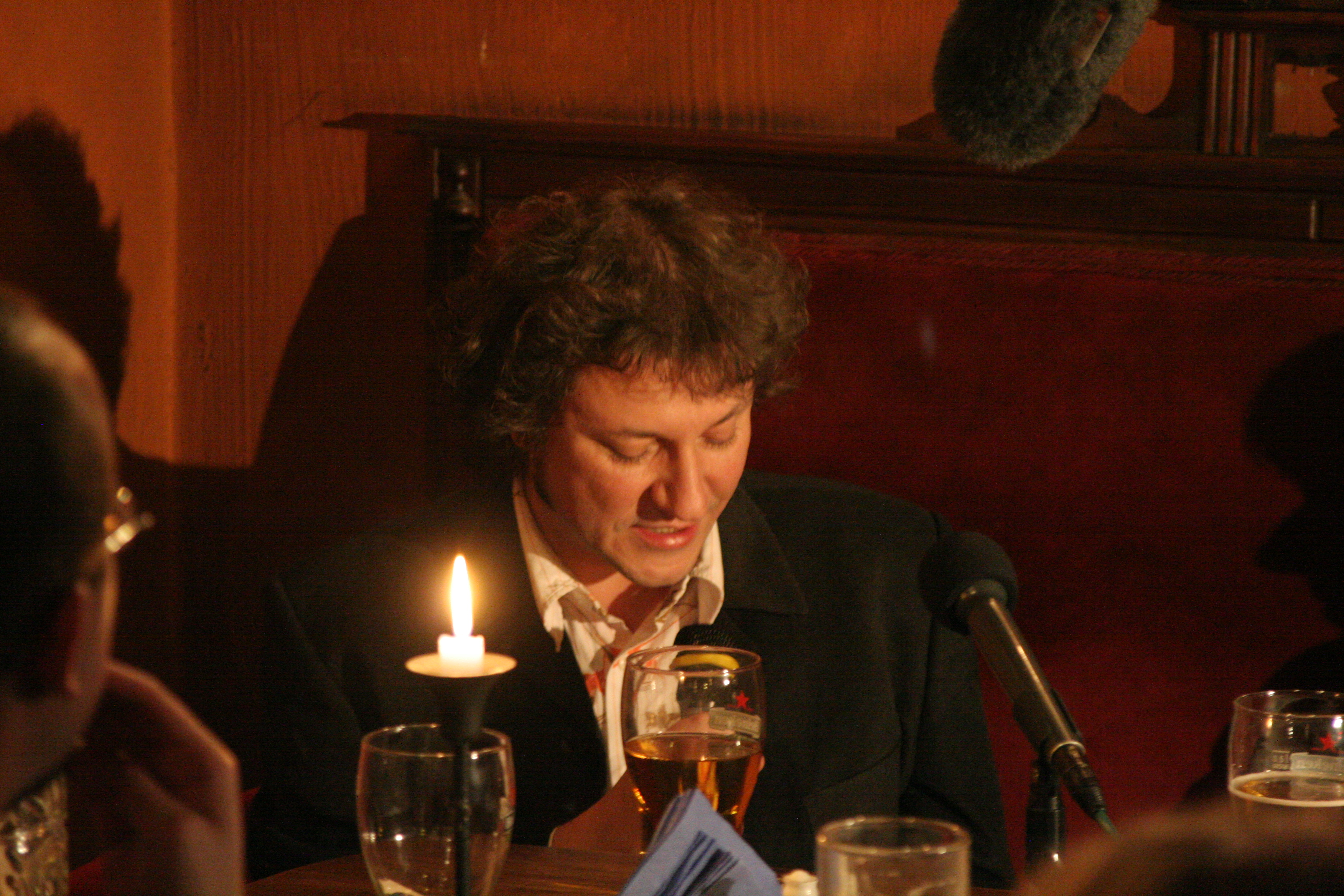
Adam Wiedemann – laureat w kategorii poezja
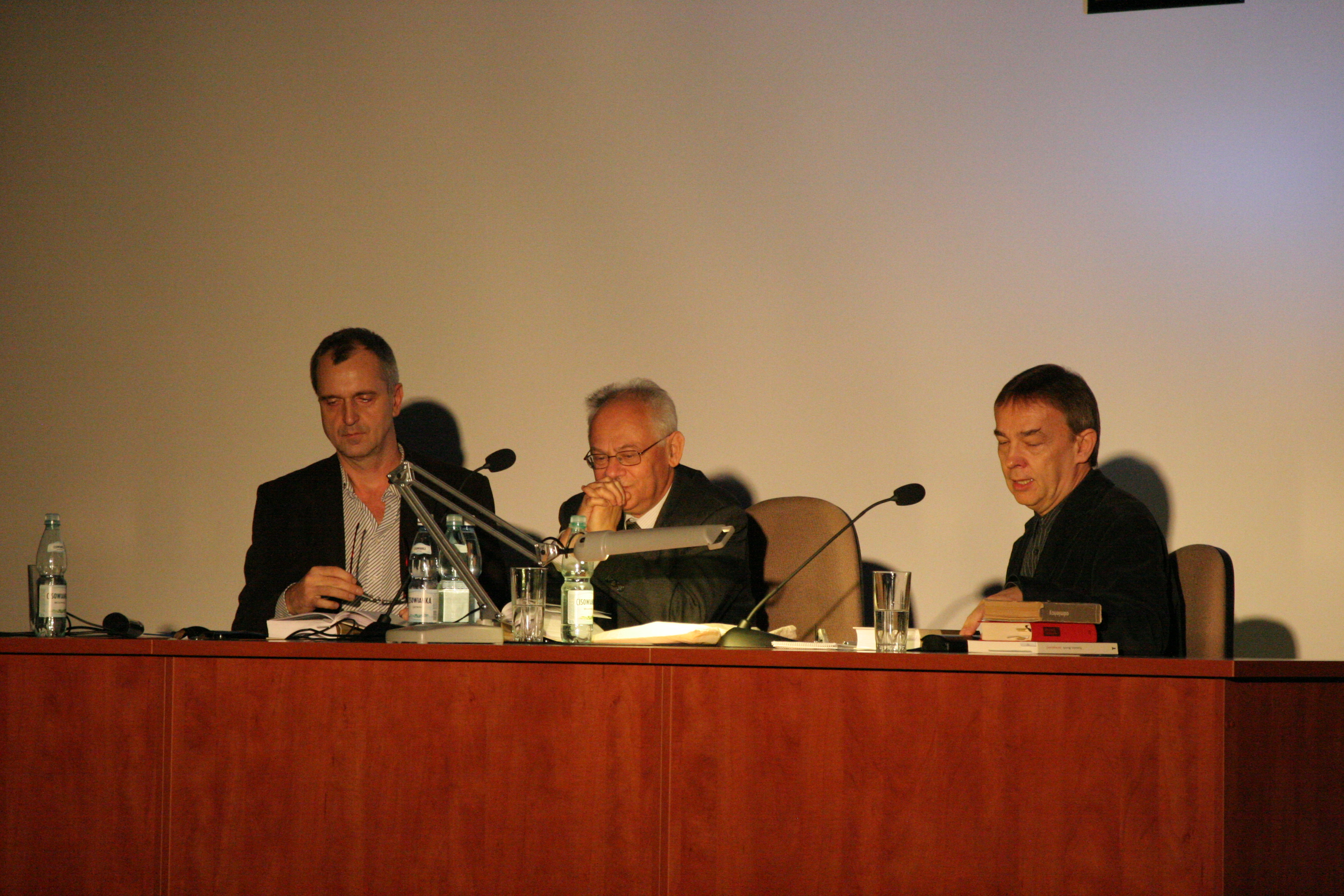
Piotr Matywiecki – laureat w kategorii esej
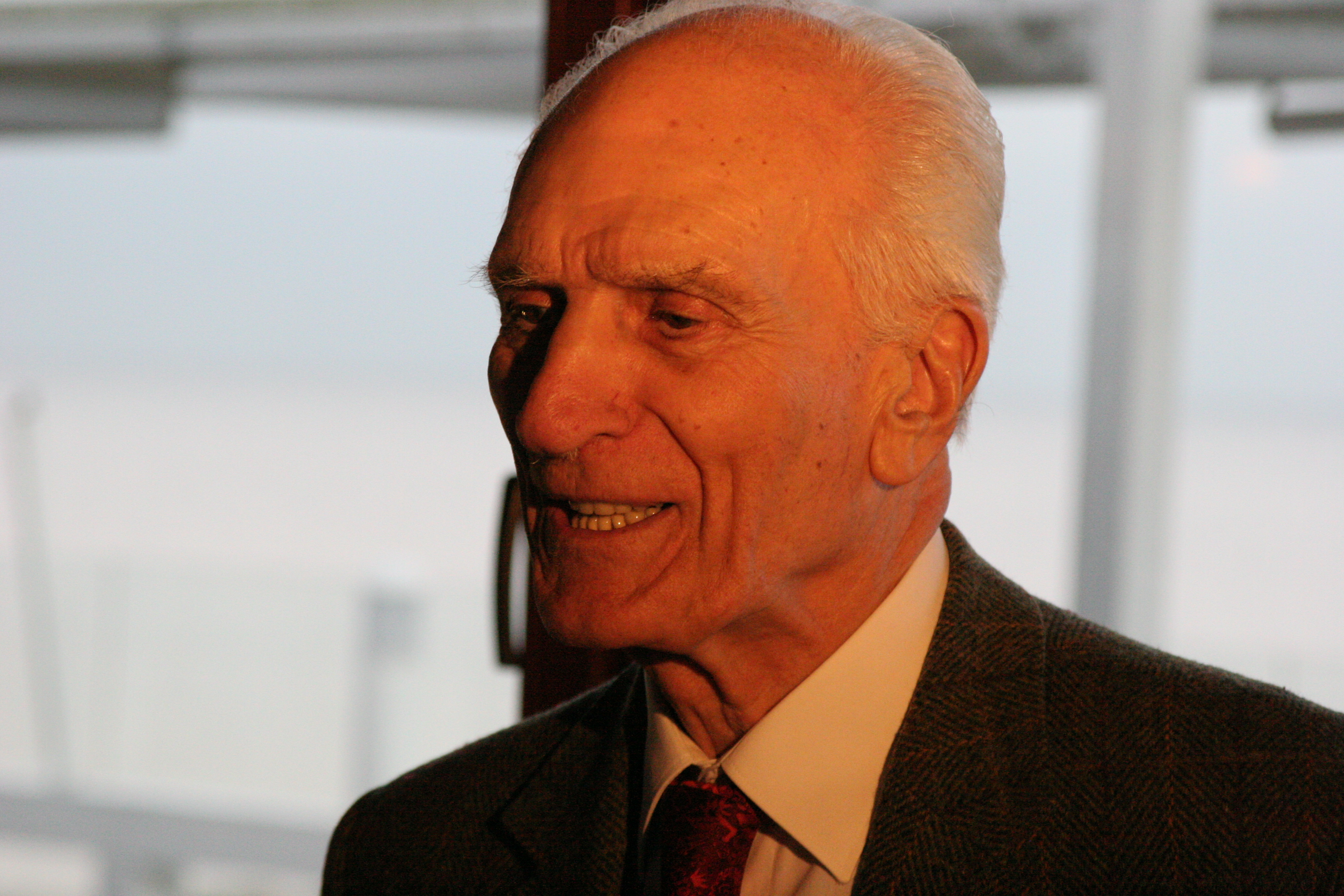
Marian Pankowski – laureat w kategorii proza
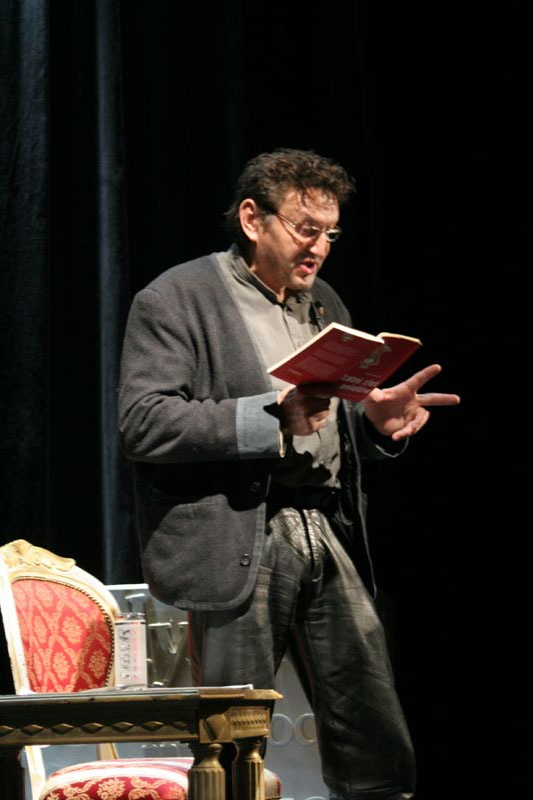
Interpretacje w wykonaniu Krzysztofa Majchrzaka

### Dodatek Literacki. Gazeta Nagrody Literackiej Gdynia
Miejska Biblioteka Publiczna w Gdyni wydaje kilka razy w ciągu roku „Dodatek Literacki. Gazeta Nagrody Literackiej Gdynia”.